# Canton de Bierné
Le canton de Bierné est une ancienne division administrative française située dans le département de la Mayenne et la région Pays de la Loire.

## Géographie
Ce canton était organisé autour de Bierné dans l'arrondissement de Château-Gontier. Son altitude varie de 19 m (Daon) à 116 m (Longuefuye) pour une altitude moyenne de 65 m.

## Histoire
Le territoire cantonal faisait partie de la sénéchaussée angevine de Château-Gontier dépendante de la sénéchaussée principale d'Angers depuis le Moyen Âge jusqu'à la Révolution française. 
En 1790, lors de la création des départements français, une partie de Haut-Anjou a formé le sud mayennais sous l'appellation de Mayenne angevine.

## Représentation

### Conseillers généraux de 1833 à 2015
| Période | Période      | Identité                                                | Étiquette    | Qualité |
| ------- | ------------ | ------------------------------------------------------- | ------------ | --- |
| 1833    | 1842         | Auguste-Marie Goussé de Lalande (1785-1856)             |              | Avocat, président du tribunal civil de Château-Gontier, élu en 1848 dans le canton de Château-Gontier          |
| 1842    | 1848         | Alexandre Gaultier                                      |              | Procureur général de la Cour d'Angers en 1831, conseiller à la Cour de cassation de Rouen, puis celle de Paris |
| 1848    | 1852         | Hyacinthe de Quatrebarbes (1785-1867)                   |              | Maire d'Argenton, sous-préfet de Château-Gontier (1815-1819), puis de Segré et de Châteaudun                   |
| 1852    | 1867 (décès) | Lancelot-Hyacinthe, vicomte de Quatrebarbes (1791-1867) |              | Inspecteur général des Finances à Paris                                                                        |
| 1867    | 1871         | Camille-Élie Lemotheux                                  |              | Magistrat, maire de Châtelain (1851-1877), conseiller d'arrondissement                                         |
| 1871    | 1879 (décès) | Louis-Hyacinthe de Quatrebarbes (1810-1879)             |              | Propriétaire, adjoint au maire d'Argenton (1875)                                                               |
| 1879    | 1930 (décès) | Louis-Marie, marquis de Quatrebarbes (1854-1930)        | Conservateur | Propriétaire, maire d'Argenton en 1881                                                                         |
| 1930    | 1940         | René Dubel (1877-1952)                                  | URD          | Ancien notaire, maire de Saint-Denis-d'Anjou, nommé conseiller départemental en 1943                           |
|         |              |                                                         |              | |
| 1945    | 1952 (décès) | René Dubel                                              | DVD          | Ancien notaire, maire de Saint-Denis-d'Anjou                                                                   |
| 1952    | 1969 (décès) | Xavier de Quatrebarbes (1895-1969)                      | DVD          | Propriétaire, conseiller municipal d'Argenton-Notre-Dame                                                       |
| 1970    | 1988         | Jean Suzanne                                            | DVD          | Directeur d'école publique (retraité), maire de Saint-Denis-d'Anjou jusqu'en 1983                              |
| 1988    | 2015         | Roger Guédon                                            | DVD          | Assureur, premier vice-président du conseil général, maire de Saint-Denis-d'Anjou depuis 1983                  |

### Conseillers d'arrondissement (de 1833 à 1940)
| Période                                  | Période      | Identité                                | Étiquette    | Qualité |
| ---------------------------------------- | ------------ | --------------------------------------- | ------------ | --- |
| 1833                                     | 1839         | François-Pierre-Marie-Anne Paigis       |              | Médecin, propriétaire, maire de Gennes, ancien député (1791-1792)                                                                |
| 1839                                     | 1848         | René Pierre Pénil (1799-1860)           |              | Notaire, adjoint au maire de Saint-Denis-d'Anjou                                                                                 |
| 1848                                     | 1855         | M. Guays-Destouches (Guays des Touches) |              | Propriétaire |
| 1855                                     | 1858         | Camille-Élie Lemotheux                  |              | Magistrat, maire de Châtelain (1851-1877)                                                                                        |
| 1858                                     | 1860 (décès) | René Pierre Pénil                       |              | Notaire, adjoint au maire de Saint-Denis-d'Anjou                                                                                 |
| 1860                                     | 1871         | Camille-Élie Lemotheux                  |              | Magistrat, maire de Châtelain |
| 1871                                     | 1892         | Louis-Gabriel Brunet de La Charrie      |              | Officier en disponibilité, propriétaire à Argenton-Notre-Dame puis à Châtelain                                                   |
| 1892                                     | 1910 (décès) | Marc Déan de Saint-Martin (1854-1910)   | Conservateur | Propriétaire du château de la Cour de Saint-Martin, maire de Saint-Denis-d'Anjou                                                 |
| 1910                                     | 1925 (décès) | Baron Alfred de Chivré (1854-1925)      | Conservateur | Ancien chef d'escadron de cavalerie, propriétaire du château de la Barre, maire de Bierné, président du conseil d'arrondissement |
| 1925                                     | 1937         | René-Ferdinand Dubel                    |              | Notaire, maire de Saint-Denis-d'Anjou                                                                                            |
| 1937                                     | 1940         | Pierre Davost (1874-1949)               | Républicain  | Propriétaire, maire de Bierné |
| 1940                                     |              |                                         |              | Les conseils d'arrondissement ont été suspendus par la loi du 12 octobre 1940 et n'ont jamais été réactivés                      |
| Les données manquantes sont à compléter. |              |                                         |              | |

Source : Répertoire numérique des annuaires administratifs de la Mayenne. https://archives.lamayenne.fr/archives-en-ligne/ead.html?id=FRAD053_2NUM242&c=FRAD053_2NUM242_e0000017&qid=

Le canton participe à l'élection du député de la deuxième circonscription de la Mayenne.

## Composition

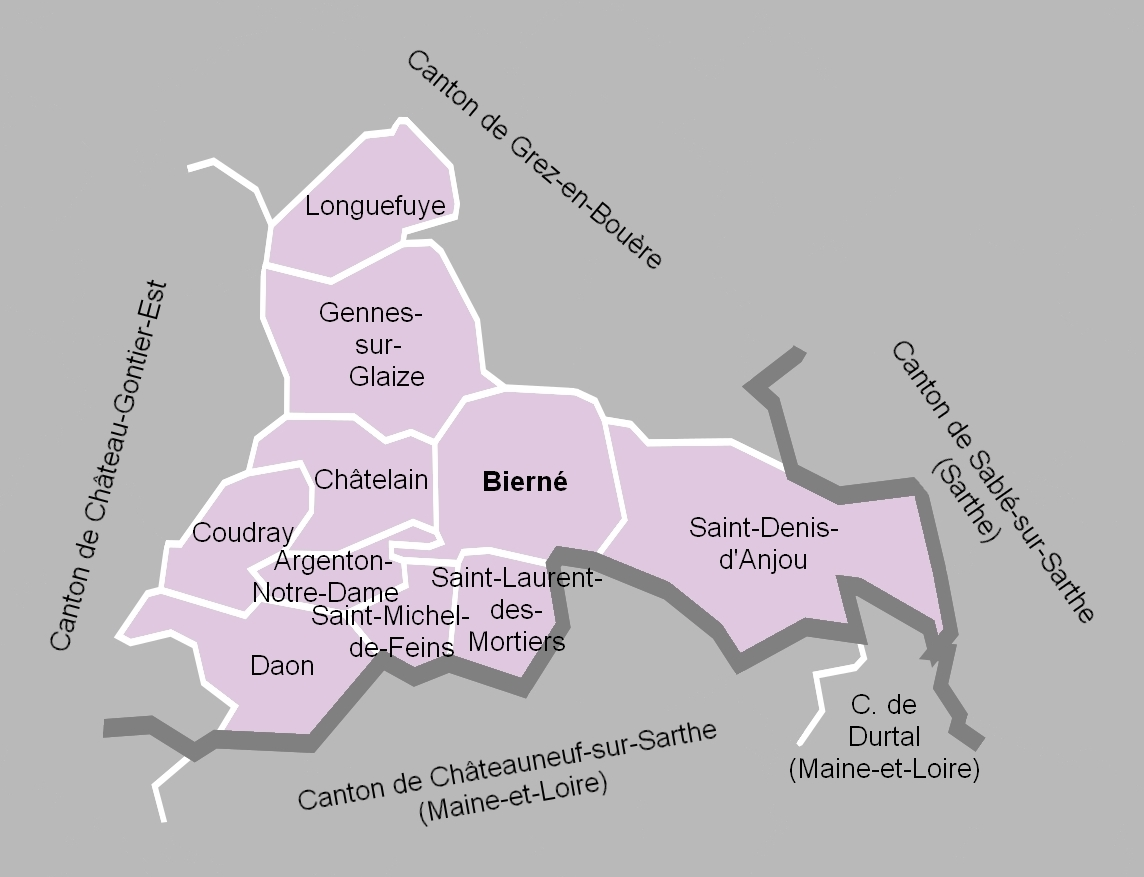
La carte des communes du canton. Les cantons limitrophes étaient ceux de Château-Gontier-Est, de Grez-en-Bouère, de Sablé-sur-Sarthe, de Durtal et de Châteauneuf-sur-Sarthe.

Le canton de Bierné comptait 5 964 habitants en 2012 (population municipale) et groupait dix communes :
- Argenton-Notre-Dame ;
- Bierné ;
- Châtelain ;
- Coudray ;
- Daon ;
- Gennes-sur-Glaize ;
- Longuefuye ;
- Saint-Denis-d'Anjou ;
- Saint-Laurent-des-Mortiers ;
- Saint-Michel-de-Feins.

À la suite du redécoupage des cantons pour 2015, toutes les communes sont rattachées au canton d'Azé.

### Anciennes communes
Les anciennes communes suivantes étaiennt incluses dans le canton de Bierné :
- Saint-Martin-Villenglose et Varenne, absorbées en 1812 par Saint-Denis-d'Anjou.

## Démographie
| 1962  | 1968  | 1975  | 1982  | 1990  | 1999  | 2006  | 2011  | 2012  |
| ----- | ----- | ----- | ----- | ----- | ----- | ----- | ----- | ----- |
| 5 476 | 5 160 | 4 774 | 4 624 | 4 782 | 5 023 | 5 690 | 5 937 | 5 964 |